# Улица Лётчика Осканова (Москва)
Улица Лётчика Оска́нова — улица в районах Бескудниковский и Западное Дегунино Северного административного округа Москвы.

## Происхождение названия
Постановлением правительства Москвы от 24 мая 2022 года часть Проектируемого проезда № 2236 была переименована в улицу Лётчика Осканова. Своё название она получила в честь советского и российского военного лётчика, Героя Российской Федерации С. С. Осканова.

## Описание
Улица Лётчика Осканова проходит от Дубнинской до Верхнелихоборской улицы, пересекая Дмитровское шоссе. В будущем также планируется продлить её до Алтуфьевского шоссе и соединить с улицей Хачатуряна.
По улице числится один жилой дом (№ 6). Недалеко от западного конца улицы находится электродепо «Лихоборы» и экологический парк «Лихоборка».

## Транспорт
В непосредственной близости от улицы находится станция «Верхние Лихоборы» Люблинско-Дмитровской линии Московского метрополитена. Также по улице проходят автобусные маршруты 82, 167, 170, 677, 677к, 763.